# Плугастель-Даула
Плугастель-Даула (фр. Plougastel-Daoulas) — коммуна на северо-западе Франции, находится в регионе Бретань, департамент Финистер, округ Брест, кантон Гипава. Расположена в 11 км к востоку от Бреста, на противоположной стороне рейду Бреста. Через территорию коммуны проходит национальная автомагистраль N165.
Население (2019) — 13 161 человек.

## История
Плугастель первоначально был оппидом, населенным кельтами со времен неолита. Естественной защитой поселения была конфигурация полуострова в обрамлении прибрежных скал. Здесь находился белый фонтан — древнее место языческого поклонения, где кельты почитали богиню плодородия, статуя которой была найдена под на территории коммуны и теперь находится в музее наследия Плугастеля.
Плугастель был частью виконтства Леон, центром которого был Ландерно. В 1186 году виконт Эрве II де Леон продал несколько десятин земли с расположенными на них деревнями аббатству Даулас, которое с этого времени владело большей частью территории Плугастеля. В XII веке на территории деревни Кереро был построен замок-форт, контролировавший устье реки Элорн.
В XV—XVI веках в городе процветало производство пеньки и полотняной продукции из нее (особенно тонких полотен, т. н. «Plougastel blanches»). Эти полотна экспортировались в Англию, Голландию и на Пиренейский полуостров. Создание Кольбером мануфактур с 1675 года привело к сокращению производства этих полотен, но ткацкие станки в Плуагстеле работали до начала XX века.
С начала XIX века главным фактором экономики Плугастеля становится выращивание клубники. До середины XIX века клубника продавалась почти исключительно в Ландерно и Бресте, куда она доставлялась на лодках, а также экспортировалась в Англию. Начиная с 1865 года, после ввода в эксплуатацию железнодорожной линии Париж-Брест, клубника стала поставляться на рынки Парижа, северной Франции и Бельгии. Перед Первой мировой войной клубнике было отведено около тысячи гектаров, что составляло около четверти всей территории коммуны. Общее производство составляло около 6000 тонн в год, что составляло четверть всей выращиваемой во Франции клубники.

## Достопримечательности
- Церковь Святого Петра, возведенная в 1870-х годах в стиле неоготика и восстановленная после разрушений Второй мировой войны
- Кальвария 1602—1604, возведенная как вот для прекращения эпидемии чумы 1598 года
- Музей клубники и наследия
- Скалы вдоль морского побережья Плугастель-Дауласа

## Экономика
Структура занятости населения:
- сельское хозяйство — 11,4 %;
- промышленность — 3,1 %;
- строительство — 7,5 %;
- торговля, транспорт и сфера услуг — 44,8 %;
- государственные и муниципальные службы — 33,2 %.

Уровень безработицы (2018) — 10,5 % (Франция в целом —  13,4 %, департамент Финистер — 12,1 %). 

Среднегодовой доход на 1 человека, евро (2018) — 25 230 (Франция в целом — 21 730, департамент Финистер — 21 970).

## Демография
Динамика численности населения, чел.

## Администрация
Пост мэра Плугастель-Даулас с 2001 года занимает Доминик Кап (Dominique Cap). На муниципальных выборах 2020 года возглавляемый им правый список победил во 2-м туре, получив 46,68 % голосов (из трёх списков).
| Период | Период | Фамилия       | Партия        | Примечания                            |
| ------ | ------ | ------------- | ------------- | ------------------------------------- |
| 1971   | 1977   | Жозеф Малежак | Разные правые | член Генерального совета департамента |
| 1977   | 1986   | Андре Кервела | Разные правые |                                       |
| 1986   | 1989   | Жоэль Жюльен  | Разные правые |                                       |
| 1989   | 2001   | Андре Ле Гак  | Разные левые  | член Генерального совета департамента |
| 2001   |        | Доминик Кап   | Разные правые |                                       |

## Города-побратимы
- Солтэш, Великобритания
- Уэстпорт, Ирландия
- Чиминна, Италия
- Эремиту, Румыния

## Знаменитые уроженцы
- Феликс Ле-Дантек (1869—1917), биолог, паразитолог и философ науки

## Галерея

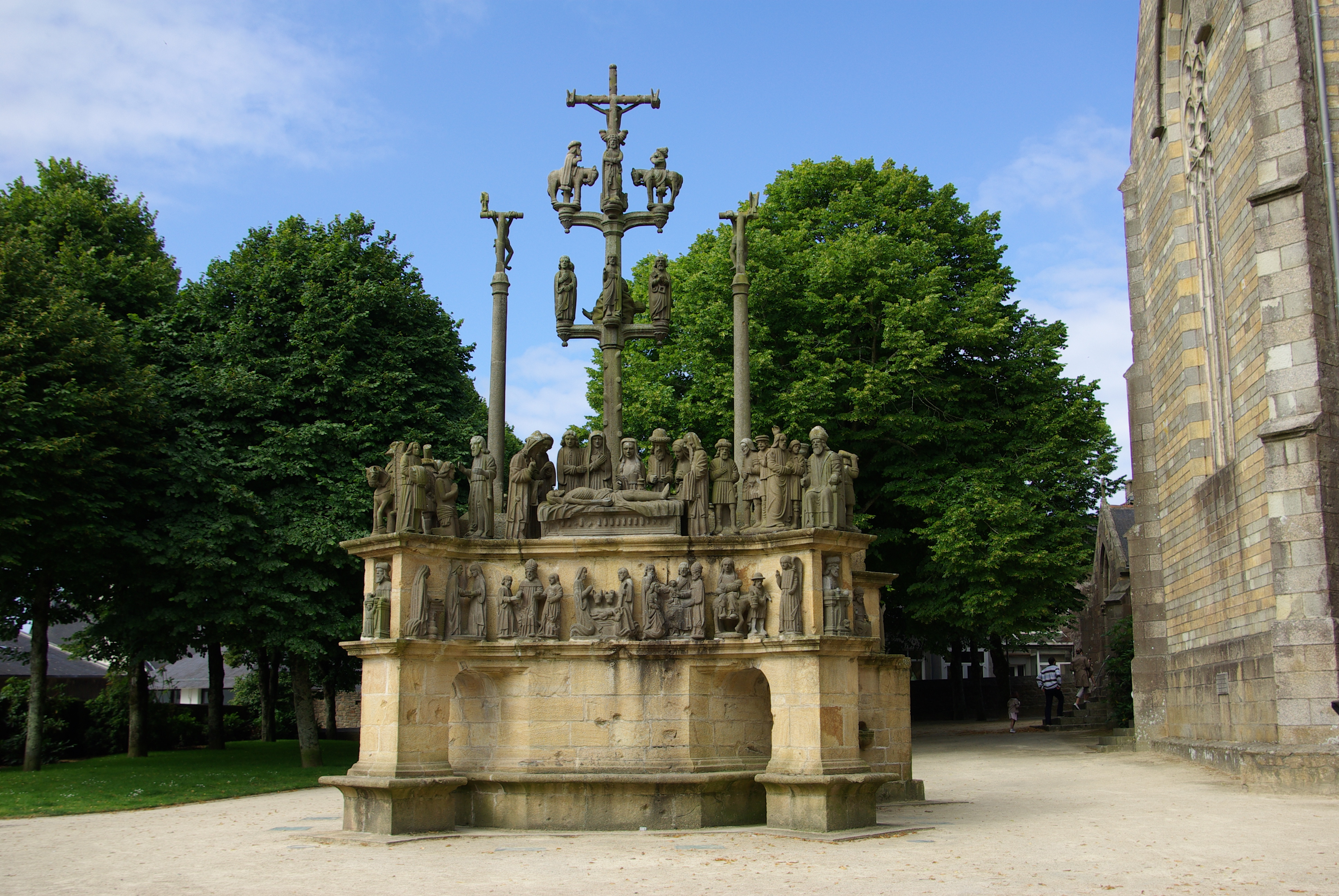
Кальвария XVII века
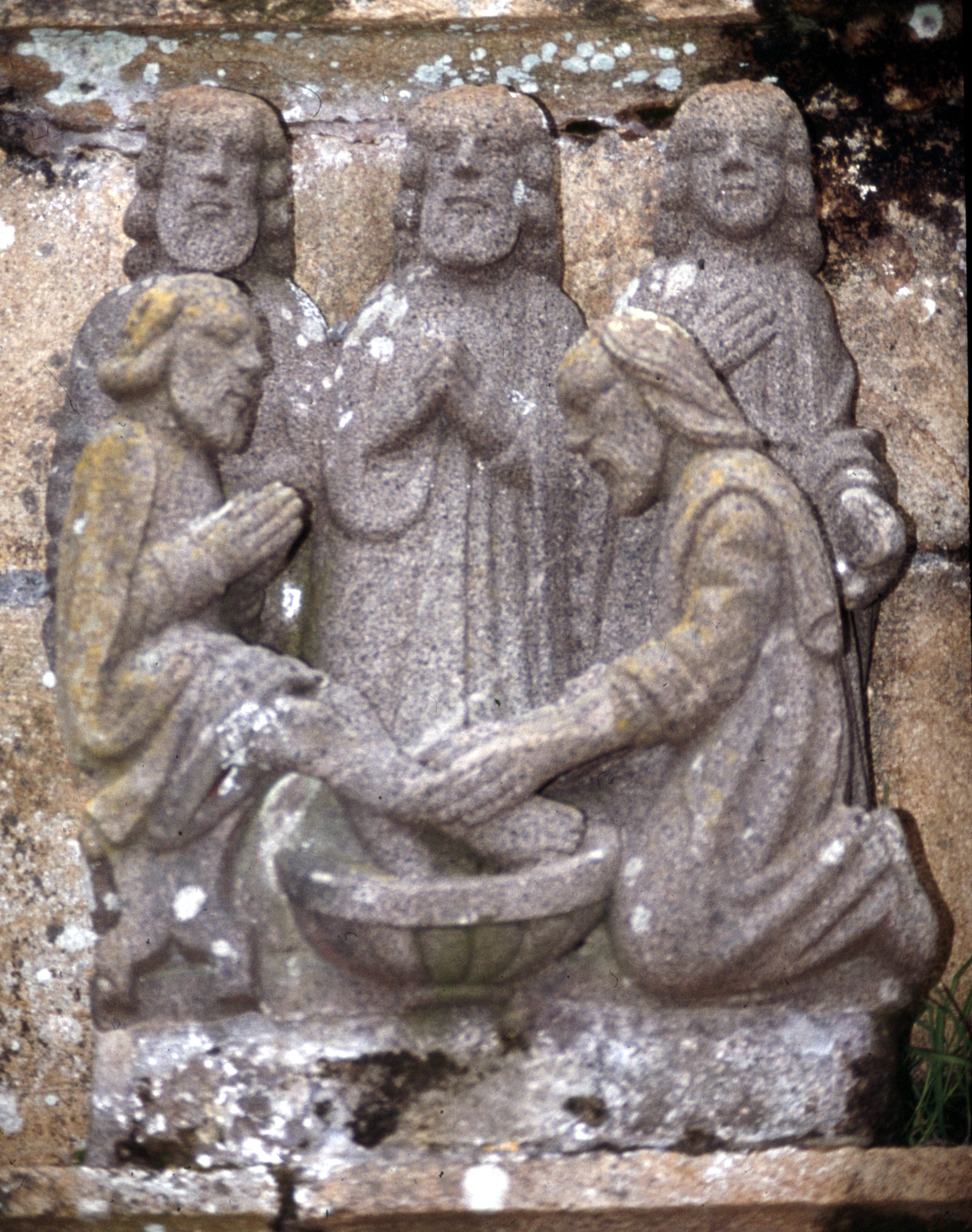
Кальвария
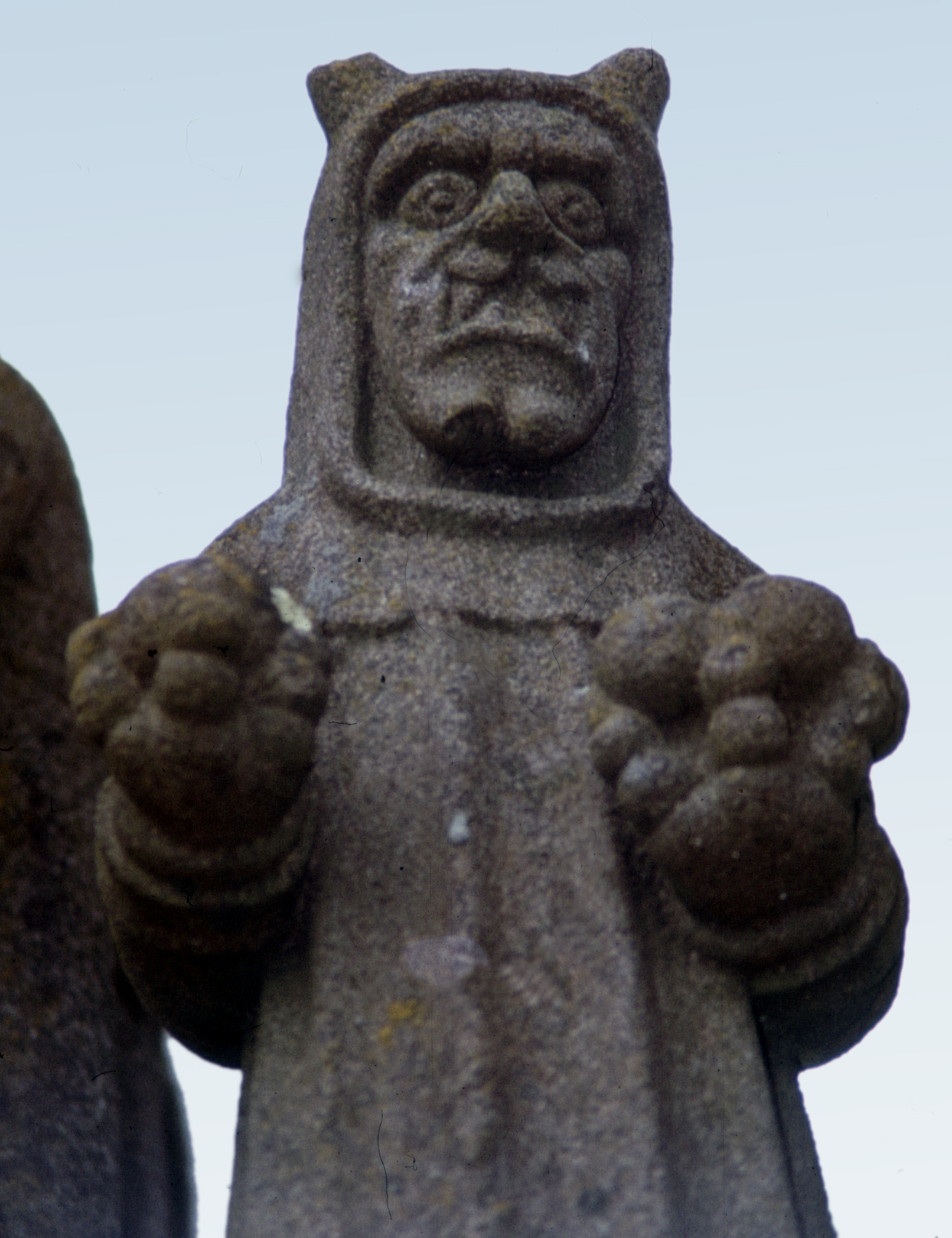
Кальвария
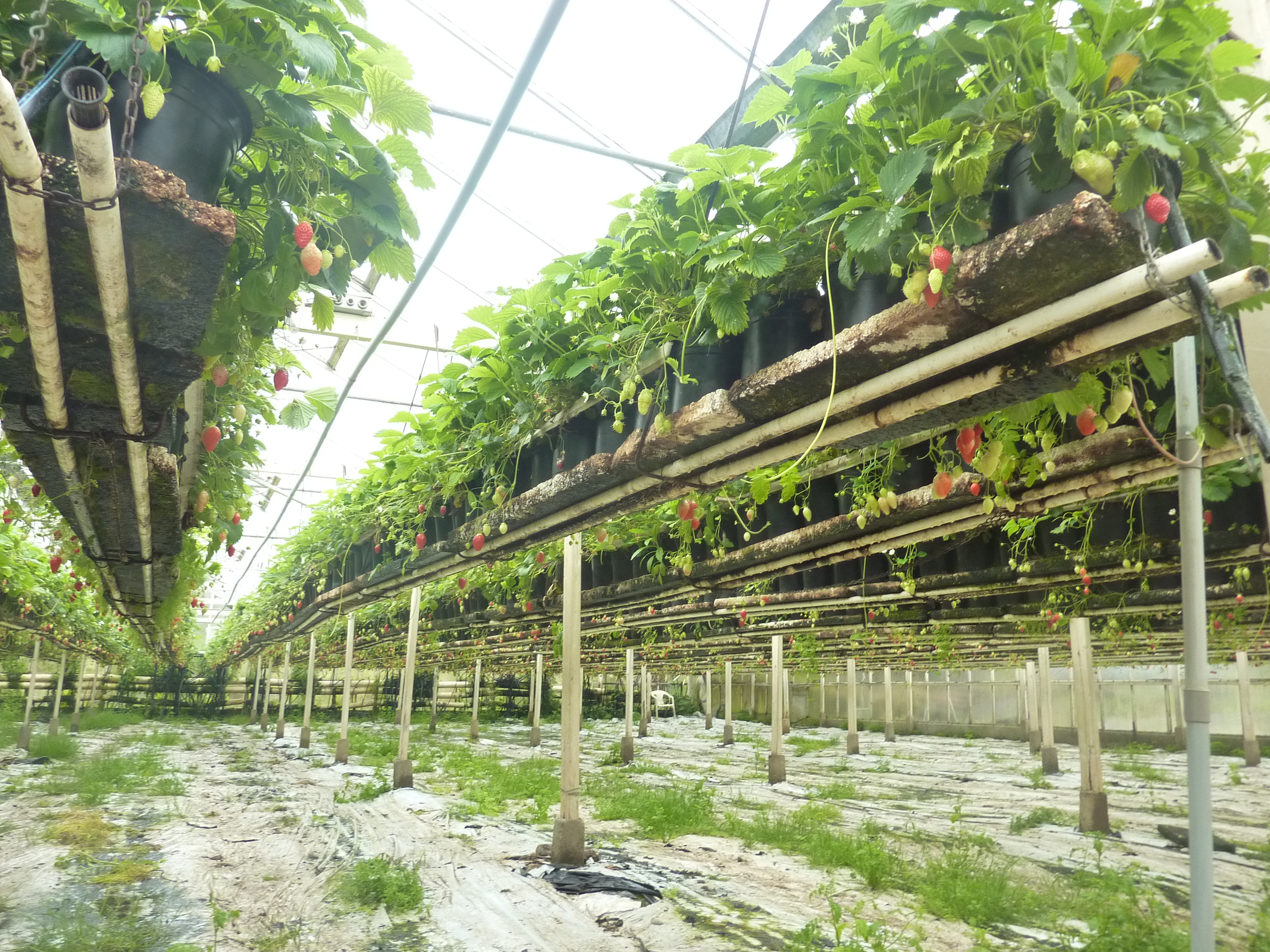
Теплица для выращивания клубники